# Stammliste der Merowinger
Stammliste der Merowinger
Siehe auch Merowinger und Falsche Merowinger.

## Von Merowech bis Chilperich I.
1. Merowech, um 451 bezeugt
  1. Childerich I., † 482, als König der Franken 463 und 469 bezeugt, bei Tournai begraben; ⚭ Basina aus Thüringen
    1. Chlodwig I. (Chlodowech), * 466, † 27. November 511, 482 König der Franken, begraben in der Apostelkirche in Paris;
⚭ I NN, eine vornehme Fränkin;
⚭ II 492/494 Chlothilde (Chrodihild), † 544, Tochter des Chilperich II., König der Burgunden, begraben in der Apostelkirche in Paris
      1. (I) Theuderich I., * wohl 484, † Ende 533, König in Reims 511–533;
⚭ I Suavegotta, † wohl vor 566;
⚭ II um 517 NN, Tochter des Sigismund (Siginus), König der Burgunden
        1. (I) Theudebert I., † Ende 547, vielleicht auch Anfang 548, König in Reims 533–547;
⚭ I 532, um 537/538 verstoßen, Deoteria;
⚭ II Wisigarde, † jung, Tochter des Langobardenkönigs Wacho (Stammliste der Könige der Langobarden);
⚭ III NN
          1. (I) Theudebald (Theudowald), † November/Dezember 555, König in Reims 548–555, ⚭ Vuldetrada (Waldrada), Tochter des Langobardenkönigs Wacho (Stammliste der Könige der Langobarden), sie heiratete 555 in zweiter Ehe Chlothar I., den Großonkel ihres Mannes (siehe unten)
          2. (II oder III) Berthoara, um 566 in Mainz bezeugt

        2. (I) Theudechild(e), † 28. Juni 598[1], begraben in der Abtei Saint-Pierre-le-Vif;
⚭ I Hermegiselus, König der Warnen;
⚭ II Radigis, Stiefsohn des Hermegiselus

      2. (II) Ingomer, * wohl 493/494, † klein
      3. (II) Chlodomer, * wohl 494/495, X 21. Juni 524 in der Schlacht bei Vézeronce, König in Orléans 511–524; ⚭ Guntheuca, die 524 in zweiter Ehe ihren Schwager Chlothar I. heiratete (siehe unten)
        1. Theudoald, 10-jährig von Chlothar I. getötet
        2. Gunthar, 7-jährig von Chlothar I. getötet
        3. Chlodoald, * um 520, † 7. September um 560, geistlich, Gründer des Klosters Novigentum, das spätere Saint-Cloud bei Paris[2]

      4. (II) Childebert I., * wohl 497, † 23. Dezember 558, König in Paris 511–558, begraben in der Abtei Saint-Vincent in Paris; ⚭ Ultrogotho, † nach 567, begraben in der Abtei Saint-Vincent in Paris
        1. Chrodoswinth, † nach 567
        2. Chrodobertha (Chrobertha), † nach 567

      5. (II) Chlothar I., † Ende November/Dezember 561, 511–561 König in Soissons, begraben in der Kirche Saint-Médard in Soissons;
 ⚭ I um 516 Ingund, † 590;
⚭ II 524 Guntheuca, Witwe seines Bruders Chlodomer;
⚭ III um 533/534 Aregund (Arnegund);
⚭ IV um 540 Radegund(is), † 13. August 587, Tochter des thüringischen Teilkönigs Berthachar, nach der Trennung von Chlothar geistlich, stiftete das Kloster Sainte-Croix in Poitiers;
⚭ V Chunsina;
⚭ ? VI NN;
⚭ wohl VII Vuldetrada (Waldrada), Tochter des Langobardenkönigs Wacho (Stammliste der Könige der Langobarden), Witwe des Theudebald (Theudowald), König in Reims (siehe oben)
        1. (I) Gunthar, 532 bezeugt, † wohl vor 555/561
        2. (I) Childerich, † wohl vor 555
        3. (I) Charibert I., König in Paris 561–567; ⚭ I Ingoberga, * um 520, † 589, nach der Trennung von Charibert I. als Nonne in Tours; ⚭ II Merofled, Tochter eines Wollkämmers (artifex lanarius); ⚭ III Theodogild, Tochter eines Schusters; ⚭ IV nach 562 Marcoveifa, eine Schwester der Merofled
          1. (I) Bertha, ⚭ Æthelberht, König von Kent
          2. (wohl II) Berthefled, † nach 589
          3. (III) Sohn, † klein
          4. (wohl III) Chrodieldis, † nach 590, erst geistlich in Sainte-Croix in Poitiers, dann weltlich

        4. (I) Guntchramn (Guntram), † 28. März 592, König in Orléans 561–592, begraben in der Kirche Saint-Marcel bei Chalon-sur-Saône; ⚭ I Veneranda; ⚭ II vor 561 Marcatrud, Tochter von Magnachar, Herzog im Jura; ⚭ III 566/567 Austregildis (Austrechilde), genannt Bodilla, * 548, † September 580, eine Dienerin (ancilla) Marcatruds
          1. (I) Gundobad, † in Orléans, wohl um 565 vergiftet
          2. (II) Sohn, † wohl 565
          3. (III) Chlothar, * 567, † 577
          4. (III) Chlodomer, † 577
          5. (III) Chlodoberga, † wohl 585/587
          6. (III) Chlodihildis, † nach 28. November 587

        5. (I) Sigibert I., * 535/536, † ermordet Ende 575, König in Reims 561–575; ⚭ Frühjahr 566 Brunichild, * wohl 545/550, † 613, Tochter des Westgotenkönigs Athanagild und der Goswintha, begraben in der Kirche Saint-Martin d’Autun, sie heiratete in zweiter Ehe 576 Merowech II., † 577, Sohn des Königs Chilperich I. in Soissons (siehe unten)
          1. Ingund, * wohl 567, † 585 in Afrika; ⚭ 579 Hermenegild, Sohn des Westgotenkönigs Leovigild (Stammliste der Westgotenkönige zu Toledo)
          2. Childebert II., * 570, König in Reims und Metz 575–596; ⚭ wohl I NN; ⚭ I bzw. II Faileuba
            1. (wohl I) Theudebert II., * 585, † ermordet 612 nach Mai, König in Metz 596–612; ⚭ I 600 Bilichildis, † 610 ermordet von ihrem Mann; ⚭ II 610 Teudechilde
              1. (I) Tochter, 604 bezeugt
              2. (I) Tochter, 612 bezeugt
              3. (wohl I) Chlothar, † ermordet 612
              4. (II) Merowech, * 612, im gleichen Jahr an einem Felsen zerschmettert

            2. (wohl II) Theuderich II., * 587, † 613 nach dem 3./29. März in Metz
              1. Sigibert II., * 602, † ermordet 613, König der Franken 613
              2. Childebert, * 603
              3. Corbus, * 604, † ermordet 613
              4. Merowech, * 607

            3. (wohl II) Theudila, * wohl 590, † nach 613

          3. Chlodoswinth, † nach 589

        6. (I) Chlodoswinth, † wohl vor 567, ⚭ 556/561 Alboin, König der Langobarden, † ermordet 572/573 in Verona (Stammliste der Könige der Langobarden)
        7. (III) Chilperich I., † zwischen dem 27. September und 9. Oktober 584, König in Soissons 561–584, begraben Saint-Vincent in Paris; ⚭ I um 549/550 Audovera, * wohl 535, † Oktober/November 580 ; ⚭ II um 567 Gailswinth, Tochter des Westgotenkönigs Athanagild und der Goiswintha; ⚭ III um 570/571 Fredegund ex familia infirma (als Unfreie geboren), † 597, begraben in Saint-Vincent in Paris; - Nachkommen siehe Abschnitt Von Chilperich I. bis zum Ende
        8. (V) Chramn, 555 in der Auvergne, † Ende 560 in der Verbannung, ⚭ vor 556 Chalda, † Ende 560 in der Verbannung, Tochter des Wiliacharius
          1. Töchter, † Ende 560 in der Verbannung

        9. (wohl VI) Gundowald, † 585, von Chlothar I. nicht anerkannt, 584 Usurpator in Brive-la-Gaillarde, ⚭ NN aus Italien
          1. zwei Söhne, die 589 bei den Westgoten auf der Iberischen Halbinsel bezeugt sind

      6. (II) Chlodichild, † 531, begraben in der Apostelkirche in Paris; ⚭ 526/527 Amalrich, König der Westgoten, † ermordet 531 in Barcelona (Balthen)

    2. Lantechild
    3. Audofled ⚭ Theoderich der Große, König der Goten, † 26. August 526 (Amaler)

## Von Chilperich I. bis zum Ende
1. Chilperich I., † zwischen dem 27. September und 9. Oktober 584, König in Soissons 561–584, begraben in Saint-Vincent in Paris;
⚭ I um 549/550 Audovera, * wohl 535, † Oktober/November 580 ;
⚭ II um 567 Gailswinth, Tochter des Westgotenkönigs Athanagild und der Goiswintha;
⚭ III um 570/571 Fredegund ex familia infirma (als Unfreie geboren), † 597, begraben in Saint-Vincent in Paris;
- Vorfahren siehe oben
  1. (I) Theudebert, X 575, begraben in Angoulême
  2. (I) Merowech II., † 577, begraben 585 in Saint-Vincent in Paris; ⚭ Brunichild, * wohl 545/550, † 613, Tochter des Westgotenkönigs Athanagild und der Goiswintha, Witwe des Frankenkönigs Sigibert I. (siehe oben), begraben in Saint-Martin d’Autun
  3. (I) Chlodowech, † 580/585 in Noisy-le-Grand, begraben in Saint-Vincent in Paris
  4. (I) Basina, † nach 590, 580–581 geistlich in Sainte-Croix in Poitiers
  5.  ? (I) Childesinth
  6. (III) Chlodobert, * 565, † 580 in Soissons, begraben in Saint-Crépin in Soissons
  7. (III) Rigunth, † nach 585
  8. (III) Samson, * 575, † 577
  9. (III) Dagobert, † 580 in Berny-Rivière, begraben in der Basilika Saint-Denis
  10. (III) Theuderich, * 582, † 584, begraben in Paris
  11. (III) Chlothar II., * 584, † zwischen 18. Oktober 629 und dem 8. April 630, König der Franken 613, begraben in Saint-Vincent in Paris;
⚭ I um 599 Heldetrud (Haldetrud), † vor 613, begraben Saint-Ouen in Rouen[3];
⚭ II Bertetrud, 613 bezeugt, † 618, begraben in Saint-Vincent in Paris;
⚭ III Sigihild 625/626 bezeugt, † 28. September 629[4], begraben in Saint-Vincent in Paris
    1. (I) Merowech, 604 bezeugt
    2. (I) Sohn, † nach 613
    3. (I) Dagobert I., * um 608/610, † 19. Januar 639, 623 Unterkönig in Austrien, begraben in der Basilika Saint-Denis;
⚭ I 625, geschieden 629, Gomatrud, Schwester seiner Stiefmutter Sigihild;
⚭ II 629 Nantechild, † 642, Schwester von Landegisel und Tante von Ragnoberta, begraben in der Basilika Saint-Denis;
⚭ III Vulfegundis, regina (Königin) genannt;
⚭ IV Berchildis, regina genannt
      1. (unehelich, Mutter: Ragnetrud) Sigibert III., * 630, † 1. Februar 656, König in Metz; ⚭ nach 646 Chinnechild
        1. Bilichild, † ermordet schwanger Herbst 675, begraben in St. Germain-des-Prés; ⚭ zwischen dem 18. Oktober und 9. Dezember 662 Childerich II., König der Franken in Austrien, † ermordet Herbst 675
        2. Dagobert II., † ermordet 23. Dezember 679 bei Stenay, König in Metz 676, begraben in Stenay

      2. (II) Chlodwig II., * 634, † zwischen 11. September und 16. November 657, König in Paris; ⚭ um 650 Bathilde (Balthild), † 30. Januar wohl 680, 657 bis um 665 Regentin für ihren Sohn, Stifterin der Abtei Chelles, dort auch begraben
        1. Chlothar III., * wohl 650/651, † 673 nach dem 10. März, König in Paris 657
          1.  ? Chlodwig, 675/676 zum König ausgerufen

        2. Theuderich III., * wohl 653, † zwischen 2. September 690 und 12. April 691, 673 bezeugt, König 675–690, begraben in der Abtei Saint-Vaast;
I ⚭ NN
II ⚭Amalberga, die möglicherweise identisch ist mit Amalberga von Maubeuge, Heirat um 673
III ⚭ um 676 Chrodechilde, † nach 5. Juni 692 als Regentin für ihren Sohn
          1. (I) Crotlinde *670
          2. (I) Chlodwig von Austrasien / Chlodwig (III.) (Abstammung unsicher) *670
          3. (II) Bertrada die Ältere *676 † nach 721 Urgroßmutter Karls des Großen (Karolinger)
          4. (III) Chlodwig III., † Ende 694, König 690/691
          5. (III) Childebert III., † 711 vor dem 2. März, König 694–711, begraben in Choisy-au-Bac; ⚭ NN
            1. Dagobert III., † zwischen dem 3. September 715 und dem 29. Februar 716, König 711
              1. Theuderich IV., † zwischen dem 16. März und 30. April 737, König 721

            2.  ? Chlothar IV., † 719, König 717

        3. Childerich II., † ermordet Herbst 675, König in Austrien 662, begraben in Saint-Germain-des-Prés; ⚭ zwischen dem 18. Oktober und 9. Dezember 662 Bilichild, † ermordet schwanger Herbst 675, Tochter des Frankenkönigs Sigibert III. in Metz (siehe oben), begraben in Saint-Germain-des-Prés in Paris
          1. Dagobert, † ermordet Herbst 675
          2. Chilperich II. (Daniel), † zwischen dem 30. Januar und 13. Mai 721 in Noyon, erst geistlich, 715/716 König, begraben in Noyon
            1. Childerich III., † nach 23. Januar 752 als Mönch in der Abtei Saint-Bertin, König 743, ins Kloster gesteckt zwischen dem 31. Oktober 751 und dem 23. Januar 752[5]
              1. Theoderich, 753 ins Kloster Fontenelle[6]

    4. (II) Charibert II., † 8. April 632, 628 bezeugt, 629 Unterkönig in Aquitanien (Toulouse), begraben in Saint-Romain de Blaye
      1. Chilperich, † kurz nach seinem Vater

    5.  ? Aemma ⚭ Eadbald, König von Kent 616–640